# Расследование (фильм, 1980)
«Расследование» — советский художественный фильм, детектив.

## Сюжет
Вор-рецидивист Воробьёв (Владимир Самойлов) спланировал дерзкую кражу ювелирного отдела в крупном универмаге Москвы, что находится на Арбате. Чтобы обеспечить себе алиби, он умышленно совершает незначительное преступление и осуждается на год лишения свободы. Пока он находится в колонии, оставшиеся на свободе сообщники ночью в том самом универмаге под видом рабочих совершают кражу ювелирных изделий на 355 тысяч рублей. Из отдела успевает поступить сигнал тревоги, но ценности преступникам удаётся спрятать раньше. Однако на следующее утро их на месте не оказалось. Соучастники обвиняют в пропаже друг друга. Чтобы разобраться, Воробьёв совершает побег.
В это время оперативная группа МУРа во главе с полковником Ермиловым (Андрей Мягков) ведёт расследование. Им становится понятно, кто совершил кражу — это трое сообщников Воробьёва: Непейвода, Зараев и Оглядин, ранее судимые по статьям кража, спекуляция, мошенничество. 
В ходе расследования выясняется, что краденые ценности присвоил Непейвода и спрятал их у себя дома. Он убивает своего сообщника Оглядина. Пришедший к нему домой Воробьёв находит Непейводу убитым и забирает чемодан, как он думает, с похищенными драгоценностями, хотя в действительности там находится муляж. Сотрудники милиции задерживают Воробьёва и подозревают его в убийстве Непейводы.
В дальнейшем оказывается, что Непейводу в ходе драки убил его зять Скопов, он же и присвоил похищенные драгоценности. Сотрудникам милиции удаётся изобличить всех причастных к данному преступлению.

## В ролях
- Андрей Мягков — Ермилов, полковник милиции, следователь
- Людмила Гладунко — Людмила Петровна Розова
- Владимир Самойлов — Воробьёв, бандит
- Николай Дупак — генерал милиции
- Николай Трофимов — Непейвода, бандит
- Александр Мартынов — Скопов, зять Непейводы
- Наталья Фатеева — Резникова, женщина Воробьёва, соучастница
- Лариса Удовиченко — продавщица универмага, любовница Скопова
- Майя Булгакова — Лаптева
- Михаил Кононов — Лосев, сотрудник милиции
- Владимир Носик — Михлин, сотрудник милиции
- Герман Качин — Оглядин, бандит
- Борис Юрченко — Лаптев
- Игорь Косухин — Алексей Зараев, грабитель
- Жанна Агасян — стюардесса
- Юлия Цоглин — эпизод

## Критика
После выхода фильма на экраны тот получил смешанные отзывы критиков. Так, автор журнала «Советский экран» писал: 
Не слишком сосредотачиваясь на психологической стороне дела, авторы скрупулёзны в воспроизведении внешней формы [...] При такой протокольной точности во внешних обстоятельствах действия сюжет фильма во многом строится на случайностях, которые «очень кстати» затягивают расследование и тем самым призваны вызвать интерес к происходящему.Советский экран